# I'm on My Way (film)
I'm on My Way er en amerikansk stumfilm fra 1919.

## Medvirkende
- Harold Lloyd
- Snub Pollard
- Bebe Daniels
- Margaret Joslin
- Sammy Brooks